# Verticordia muelleriana
Verticordia muelleriana är en myrtenväxtart som beskrevs av Ernst Georg Pritzel. Verticordia muelleriana ingår i släktet Verticordia och familjen myrtenväxter.

## Underarter
Arten delas in i följande underarter:
- V. m. minor
- V. m. muelleriana